# Општина Виишоара (Ботошани)
Виишоара (рум. Viişoara) општина је у Румунији у округу Ботошани.
Oпштина се налази на надморској висини од 151 m.